# Sirius 1
Sirius 1, ursprungligen Marcopolo 1/BSB 1, sedan 2000 även kallad Sirius W, är en svensk satellit ägd av Nordiska Satellitaktiebolaget (NSAB). Satelliten skickades ursprungligen upp av British Satellite Broadcasting (BSB), såldes till Sverige 1993 och lades i kyrkogårdsomloppsbana 2003.

## Historia
Satellitens historia inleddes i juli 1987 när British Satellite Broadcasting valde Hughes Space and Communications att producera dess två satelliter, Marcopolo 1 och Marcopolo 2. Båda satelliterna var av HS-376. Marcopolo 1 kunde skjutas upp med en Delta-4925 från Cape Canaveral AFS den 27 augusti 1989.
Sändningarna av BSB:s fem kanaler inleddes i mars 1990 från satellitens fem transpondrar. Marcopolo 2 (som skulle användas som back-upp) kunde skickas upp i augusti samma år, men redan då hade BSB allvarliga finansiella problem, bland annat på grund av konkurrensen med Rupert Murdochs Sky Television som sände från hyrda transpondrar på Astra 1A. Detta slutade i att Sky och BSB gick samman och bilda British Sky Broadcasting (BSkyB) som sände från både Astra och Marcopolo.
Med tiden valde BSkyB att satsa på Astra-satelliterna och sälja Marcopolo-satelliterna. 1993 såldes Marcopolo 1 till svenska Nordiska Satellitaktiebolaget som döpte om satelliten till Sirius 1. NSAB flyttade också satelliten till 5 grader öst. Sändningar kunde inledas 1994.
Sirius 1 låg sedan tillsammans med Tele-X tills denna ersattes av Sirius 2 1997/1998. Kanaler som sändes på Sirius 1 fram till 2000 var TV4, TV3 Sverige, Filmmax, ZTV, Nickelodeon, Travel Channel, TV6 Sverige, TVG Sverige, Sportkanalen Sverige, Playboy TV och VH1. Sändningarna skedde i huvudsak med standarden D2MAC, undantaget TV4 som använde PAL-teknik.
År 2000 flyttades Sirius 1-kanalerna till den nyare Sirius 3-satelliten och Sirius 1 flyttades till den nya positionen 13 grader väst. Samtidigt fick satelliten namnet Sirius W för att reflektera förflyttningen ("West" betyder "Väst" på engelska).
År 2003 sändes Sirius W till skrotomloppsbana.

### Fotnoter
1. ↑  ”NASA Space Science Data Coordinated Archive” (på engelska). NASA. https://nssdc.gsfc.nasa.gov/nmc/spacecraft/display.action?id=1989-067A. Läst 5 april 2020.